# Pearl S. Buck
Pearl Sydenstricker Buck (tên khai sinh: Pearl Comfort Sydenstricker; tên khác Trại Trân Châu tiếng Trung: 赛珍珠; 26 tháng 5 năm 1892 – 6 tháng 3 năm 1973) là nữ nhà văn Mỹ đoạt giải Pulitzer cho tác phẩm hư cấu (quyển The Good Earth) năm 1932 và giải Nobel Văn học năm 1938.

## Tiểu sử
Pearl Buck sinh ở Hillsboro, West Virginia, là con một nhà truyền giáo người Mỹ. Sau khi ra đời chưa đầy 5 tháng, bà đã được cha mẹ đưa sang Trung Quốc sinh sống. Từ nhỏ và suốt cả cuộc đời bà yêu mến và thích tìm hiểu cuộc sống của người dân Trung Quốc. Năm 15 tuổi, bà được gửi trọ học tại một trường dạy Anh văn ở Thượng Hải. Năm 17 tuổi, cha mẹ cho Pearl Buck về Mỹ, học tại trường Đại học Randolph Macon (tiểu bang Virginia). Năm 1917 bà kết hôn với một mục sư và theo chồng đi truyền giáo tại miền Bắc Trung Hoa. Từ năm 1922, bà dạy ở Đại học Nam Kinh và Kim Lăng.
Năm 1925, Pearl Buck bắt đầu viết cuốn tiểu thuyết đầu tiên East Wind:West Wind (Gió Đông, gió Tây). Sau đó hàng loạt tiểu thuyết nổi tiếng khác về đề tài Trung Quốc ra đời, như The Good Earth (Đất lành), Sons (Những người con trai), A House Divided (Một nhà chia rẽ), The Mother (Người mẹ), The Child Who Never Grew (Đứa trẻ không bao giờ lớn)... trong đó tiểu thuyết The Good Earth được nhận giải Pulitzer năm 1931. Năm 1933, bà được Đại học Yale tặng bằng Cử nhân Văn chương Danh dự. Năm 1938, bà được Đại học West Virginia và Đại học St. Lawrence trao tặng bằng Tiến sĩ Văn chương Danh dự. Năm 1938 Pearl Buck nhận giải Nobel vì các tác phẩm mô tả đời sống nông thôn Trung Hoa một cách phong phú và xác thực. Sau khi nhận giải, Pearl Buck tiếp tục sáng tác rất nhiều, ngoài văn xuôi bà còn viết kịch, kịch bản phim, tiểu luận và sách cho thiếu nhi. Bà cũng là người đã dịch Thủy Hử (All men are brothers) và một số tác phẩm văn học Trung Quốc sang tiếng Anh.
Trong Chiến tranh thế giới thứ hai, Pearl Buck viết nhiều sách báo chính luận chống chủ nghĩa phát xít. Trong thập niên 1950, bà xuất bản một số tác phẩm về đề tài gia đình và xã hội Mỹ, ký bút danh I. Sedge. Năm 1951, Pearl Buck được bầu làm thành viên Viện Hàn lâm Nghệ thuật và Văn học Hoa Kỳ. Năm 1955, bà li dị chồng và tái giá với giám đốc một hãng quảng cáo. Cuối đời, bà quan tâm đến đề tài các nhà bác học nguyên tử buộc phải chế tạo vũ khí giết người hàng loạt. Đồng thời, bà tích cực tham gia các hoạt động từ thiện, xã hội như: sáng lập ra tổ chức không vụ lợi Hiệp hội Đông Tây (The East and West Association, 1941) nhằm truyền bá những hiểu biết giữa các dân tộc trên thế giới; cùng chồng lập nên tổ chức Căn nhà tình nghĩa (Welcome Home, 1949) giúp trẻ mồ côi; lập ra Quỹ Pearl S. Buck (The Pearl S. Buck Foundation, 1963) và tặng cho quỹ này 7 triệu đô la. Bà mất năm 1973 tại Danby, Vermont (Mỹ).

## Tác phẩm
- East Wind:West Wind (Gió Đông, gió Tây, 1930), tiểu thuyết
- The Good Earth (Đất lành, 1931), tiểu thuyết
- Sons (Những người con trai, 1932), tiểu thuyết
- The First Wife and Other Stories (Vợ cả và những câu chuyện khác, 1933), tiểu thuyết
- All Men Are Brothers (Mọi người là anh em, 1933), bản dịch tiểu thuyết Thủy Hử
- The Mother (Người mẹ, 1934), tiểu thuyết
- A House Divided (Một nhà chia rẽ, 1935), tiểu thuyết
- A Home of Earth (Nhà tranh vách đất, 1935), tiểu thuyết
- The Exile (Lưu đày, 1936), tự truyện
- Fighting Angel (Thiên thần chiến đấu, 1936), tự truyện
- This Proud Heart (Trái tim kiêu hãnh, 1938), tiểu thuyết
- Flight into China (Bay vào Trung Hoa, 1939), kịch
- The Patriot (Người yêu nước, 1939), tiểu thuyết
- Other Gods (Những thần minh khác, 1940), tiểu thuyết
- Dragon Seed (Hạt giống của rồng, 1942), tiểu thuyết
- The Spirit and The Flesh (Tinh thần và thể xác, 1944), tự truyện
- The Dragon Fish (Cá hóa rồng, 1944), tiểu thuyết
- Portrait of a Marriage (Chân dung một cuộc hôn nhân, 1945), tiểu thuyết
- Talk about Russia (Câu chuyện về nước Nga, 1945), tiểu luận
- Pavilion of Women (Gian riêng của phụ nữ, 1946), tiểu thuyết
- Poeny (Mẫu đơn, 1948), tiểu thuyết
- Kinsfolk (Tình ruột thịt, 1949), tiểu thuyết
- The Angry Wife (Người vợ giận dữ, 1949), tiểu thuyết
- The Child Who Never Grew (Đứa trẻ không bao giờ lớn, 1950), tiểu thuyết
- The Hidden Flower (Cánh hoa e ấp, 1952), tiểu thuyết
- My serveral worlds (Thế giới của riêng tôi, 1954), tự truyện
- Imperial Woman (Người cung nữ, 1956), tiểu thuyết
- Letter from Peking (Lá thư từ Bắc Kinh, 1957), tiểu thuyết
- Voices in the House (Tiếng nói trong nhà, 1958), tiểu thuyết
- The Townsman (Người thành phố, dưới tên John Sedges, 1958), tiểu thuyết
- The Long Love (Tình yêu lâu dài, 1958), tiểu thuyết
- A Desert Incident (Một sự kiện ở sa mạc, 1959), kịch
- Command the Morning (Ra lệnh cho buổi sáng, 1959), tiểu luận
- Santan Never Sleeps (Satan không bao giờ ngủ, 1962), truyện phim
- Fairy Tales of the Orient (Đông phương huyền bí qua truyện cổ thần tiên, 1965), truyện thiếu nhi
- Time is now (Bây giờ là thời điểm, 1967), tiểu thuyết
- The New Year (Năm mới, 1968), tiểu thuyết
- The Three Daughters of Madame Liang (Ba người con gái của Lương phu nhân, 1969), tiểu thuyết
- The Promise (Hứa hẹn, 1943), tiểu thuyết
- Water Buffalo Children (Mục đồng, 1943), truyện thiếu nhi
- One Bright Day (Một ngày đẹp trời, 1950), truyện thiếu nhi
- The Christmas Ghost (Con ma đêm Noel, 1966), truyện thiếu nhi
- The Kennedy Women (Những người đàn bà trong gia đình Kennedy, 1970)
- The Story Bible (Chuyện Kinh Thánh, 1971)